# Наваполацк
{{Град у Белорусији
| назив = Наваполацк
| изворни_назив = -{}-
| слика = Navapolack Montage (2017).jpg
| опис_слике =
| градска_застава = Flag of Navapołack, Belarus.svg
| грб = Coat of Arms of Navapołack, Belarus.svg
| област =  Витепска област
| рејон = Полацки рејон
| оснивање = 1958.
| град_од = 1963.
| површина =
| становништво = 107088
| извор_становништво =
| година_становништво = 2013
| густина =
| агломерација =
| извор_агломерација =
| година_агломерација =
| гшир = 55.533333
| гдуж = 28.65
| надморска_висина = 133 m
| поштански_код = 211440
| позивни_број = +375 214
| регистарска_ознака = 2
| градоначелник = Наталија Кочанова
| веб-страна = 
}}
Наваполацк или Новополоцк (блр. Наваполацк; рус. Новополоцк) град је у северном делу Републике Белорусије и Витепске области. Административно Наваполацк има статус града обласне субординације на територији Полацког рејона.
Према процени из 2013. у граду је живело 107.088 становника.
Град је центар белоруске нафтне индустрије.

## Географија
Нови Полацк је смештен на левој обали реке Западне Двине на свега око 6 km западно од града Полацка.

## Историја
Године 1958. на око 4 км југозападно од данашњег града, на левој облаи реке Западне Двине почели су радови на изградњи велике рафинерије за прераду нафте. Убрзо је на месту данашњег града никло малено радничко насеље, које је носило назив „Полацко радничко насеље“. Рафинерија је почела са радом 1963. године, а раднике који су градили рафинерију, у новом насељу су заменили радници у рафинерији и њихове породице. Како је поменута рафинерија у то време била један од највећих привредних објеката тог типа, не само у Белорусији него и у целом тадашњем Совјетском Савезу, насеље је убрзано расло и добијало на значају. Већ 14. децембра 1963. године ново насеље добија садашњи назив Наваполацк (Нови Полацк) и службени статус града обласне субординације.

## Становништво
Према процени, у граду је 2013. живело 107.088 становника.
| 1979.  | 1989.  | 1999.  | 2009.  | 2013.   |
| ------ | ------ | ------ | ------ | ------- |
| 67.110 | 92.699 | 92.699 | 98.138 | 107.088 |

## Привреда
Привреда града почива на нафтнопрерађивачкој индустрији, а сам град учествује са 71% у целокупном обиму производње Витепске области. Најважнији привредни објекти су рафинерија нафте „Нафтан“ и фабрика за производњу синтетичких влакана која ради у склопу рафинерије „Полимир“.

## Образовање
Дана 14. јула 1968. у Наваполацку је отворена катедра Белоруског политехничког института, која је 1. јануара 1974. прерасла у Наваполоцки политехнички институт, а потом 1993. и у Полацки државни универзитет (ПДУ). Чак 9 од 11 факултета ПДУ-а налази се у Наваполацку, док су одсеци за филологију и информационе технологије у Полацку.

## Спорт
Најпознатији спортски колективи у граду су фудбалски клуб Нафтан који се такмичи у Премијер лиги Белорусије, а који своје домаће утакмице игра на стадиону Атлант, капацитета 4.500 седећих места, и хокејашки клуб Химик-СКА. Хокејашки клуб је у дванаврата био победник националне Екстралиге, односно играо је у полуфиналу Купа европских шампиона 1966. године.
Неки од најпознатијих белоруских хокејаша започели су каријеру у овом граду, попут браће Андреја и Сергеја Костицина, Владимира Денисова и Сергеја Колосова.

## Партнерски градови
Град Наваполацк има потписане међународне уговоре о сарадњи са следећим градовима:
1. Плоцк, Пољска (од 29. маја 1996);
2. Орехово-Зујево, Русија (од 3. новембра 1998);
3. Одинцово, Русија (од 10. фебруара 1999);
4. Живор Француска, (од 8. октобра 2001);
5. Мажејкјај, Литванија (од 31. маја 2002);
6. Пушкин, Русија (од 2003);
7. Павловск, Русија (2003);
8. Кстово, Русија (од 7. септембра 2005);
9. Вејхај, Кина, (од 25. априла 2006);
10. Лудза, Летонија (од 18. маја 2007);
11. Вентспилс, Летонија (од 7. јуна 2008).